# Henri de Ruolz
Henri de Ruolz (Henri Catherine Camille comte de Ruolz-Montchal) est un compositeur et chimiste français né à Paris le 5 mars 1808 et mort à Neuilly-sur-Seine le 30 septembre 1887.

## Biographie
Henri de Ruolz est le fils de Philippe-Joseph de Ruolz et de Madgeleine-Henriette de Fontenay.
Il est élève de Berton, Lesueur, Paër et Rossini. 
Lorsque sa famille perd sa fortune, il est contraint d'abandonner la musique pour se consacrer à la chimie.
Son nom est, en outre, lié à la construction des premiers chemins de fer et il termine sa carrière, en 1878, comme inspecteur général du réseau d'Orléans.

## Œuvres

### Opéras
- Attendre et courir, 1830
- Lara, 1835
- La Vendetta, 1839
- La jolie fille de Perth
- Manfred

### Autres œuvres
- Requiem
- Cantate en l'honneur de Jeanne d'Arc
- Quatuor à cordes
- 2 Trios avec piano

## Invention
Henri de Ruolz a inventé un procédé de dorure sans recours au mercure, procédé utilisé en joaillerie et pour les arts de la table. Le « ruolz » est utilisé pour la fabrication de couverts.